# Теодор Синадин
Теодор Комнин Дука Палеолог Синадин (средњегрчки: Θεόδωρος Κομνηνός Δούκας Παλαιολόγος Συναδηνός) (око 1277 – око 1346. године), је био византијски аристократа, војсковођа и државник с почетка 14. века, био је син Јована Комнина Анђела Дуке Синадина и Теодоре Палеолог Синадин.
Наследник једне од најугледнијих породица у царству, постао је важан присталица цара Андроника III Палеолога у грађанском рату са његовим дедом царем Андроником II Палеологом. Након што је између њих двојице успостављен мир 1322. године, Теодор је подстакао Андроника III на поновну побуну док је његова популарност у царству била на врхунцу. Андроник III је успео да преузме превагу у Македонији и захваљујући подршци Теодора Синадина и Јована Кантакузина у Цариграду успео је да уђе у престоницу и преузме власт. Као награду, Теодор Синадин је постављен за кефалију Цариграда.
Године 1337. постао је гувернер Епира, а 1340. године – Солуна. Од следеће године, у грађанском рату који је избио између Јована Кантакузина и царице Ане Савојске, Теодор је дискретно подржавао Кантакузина, али га је антиаристократска фракција зилота у Солуну истерала из града. Пред крај живота стављен је у кућни притвор у Цариграду и умро је сиромашан 1345. или 1346. године.

## Породица
Теодор Синадин је био ожењен Евдокијом Дукином Комнином Палеологином, и имали су две ћерке:
- Теодора Комнин Дука Раул Палеолог;
- Ана Комнин Дука Палеолог Асен, удата за Манојла Комнина Раула Асена, унука бугарског цара Јована Асена III.